# Cantura cocanus
Cantura cocanus är en insektsart som beskrevs av Ball 1932. Cantura cocanus ingår i släktet Cantura och familjen dvärgstritar. Inga underarter finns listade i Catalogue of Life.